# Tatiana Kuznetsova
Tatiana Kuznetsova (rus: Татьяна Дмитриевна Кузнецова)  (Nijni Nóvgorod, 14 de juliol de 1941 - Rússia, 28 d'agost de 2018)nom complet amb patronímic Tatiana Dmítrievna Kuznetsova, fou una cosmonauta de proves del primer grup femení del cos de cosmonautes del Centre de Formació de Cosmonautes.Fou la persona més jove mai seleccionada per un programa governamental de vols espacials tripulats.

## Biografia
Kuznetsova va néixer a Moscou el 1941. El 1958 va completar els seus estudis secundaris i l'any següent es va matricular per estudiar mecanografia i taquigrafia. La seva primera feina, el 1959, va ser com a taquígrafa al Ministeri d'Indústria Radioelectrònica de Moscou, seguit de feines de secretaria en altres instituts de recerca governamentals.
El 1958, quan era adolescent, va començar a practicar paracaigudisme com a afició i el 1961 va ser campiona regional i nacional. El 1964 es va convertir en instructora de paracaigudisme. Al març de 1962 havia realitzat més de 250 salts en paracaigudes.
El desembre de 1961, el govern soviètic va autoritzar la selecció de dones perquè es formessin com a cosmonautes, amb la intenció específica de garantir que la primera dona de l'espai fos ciutadana soviètica. El febrer de 1962, Kuznetsova va ser seleccionada, entre més de 400 sol·licitants, perquè s'unís a un grup de cinc dones cosmonautes per tal de ser formades per a un vol espacial en solitari en una sonda Vostok. Tot i que només tenia 20 anys, la seva habilitat i coratge en paracaigudisme van portar els reclutadors de cosmonautes a seleccionar-la per al seu programa. Als primers dies del seu entrenament, Kuznetsova era la preferida per convertir-se en la primera dona a l'espai, però a finals d’estiu del 1962, alguns fracassos en el règim de preparació física i emocional van fer que fos retirada de la formació.
Paral·lelament, des del 1964, va estudiar a Acadèmia d'Enginyeria de les Forces Aèries Jukovski, on es va graduar el 1969 amb la qualificació de "pilot-cosmonauta-enginyera".
Malgrat les seves dificultats anteriors, Kuznetsova fou cridada de nou a la formació de cosmonautes el gener de 1965 per a preparar-se per a un vol espacial en una missió Voskhod 5 de dues dones, però el projecte es va cancel·lar abans que tingués l'oportunitat de volar.
Kuznetsova es va retirar definitivament del programa de cosmonautes el 1969, quan va quedar clar que cap dona no seria inclosa en futurs vols soviètics.No obstant això, es va quedar al centre d'entrenament i va ajudar amb experiments i estudis geofísics.Des del 1979 va servir com a reservista de la Força Aèria i va ascendir al rang de tinent coronel abans de retirar-se el 1991.
Kuznetsova va morir el 28 d'agost de 2018.